# Чередєєв Максим Володимирович
Макси́м Володи́мирович Чередє́єв — старший лейтенант Збройних сил України.

## Життєпис
Проходив військову службу в 11-й окремій артилерійській бригаді (Тернопіль). Випускник 2011 року Академії сухопутних військ імені гетьмана Петра Сагайдачного, спеціальність — експлуатація комплексів, приладів та пристроїв артилерійської розвідки.

## Нагороди
За особисту мужність і героїзм, виявлені у захисті державного суверенітету та територіальної цілісності України, вірність військовій присязі, відзначений — нагороджений
- 27 червня 2015 року — орденом «За мужність» III ступеня